# پترولیا (انتاریو)
پترولیا (به انگلیسی: Petrolia) یک منطقهٔ مسکونی در کانادا است که در شهرستان لمتون واقع شده‌است. پترولیا ۵٬۷۴۲ نفر جمعیت دارد.